# Костя, Флорин
Фло́рин Константи́н Ко́стя (рум. Florin Constantin Costea; 16 мая 1985, Дрэгэшани) — румынский футболист, нападающий.

## Карьера
Карьера Флорина Кости проходила на родине: «Рымнику-Вылча», семь сезонов в «Университате Крайове», затем «Стяуа», где Костя стал чемпионом Румынии, «Турну-Северин» и «ЧФР Клуж». В чемпионатах Румынии нападающий забил около 70 мячей. Также он имеет опыт выступлений за сборную Румынии. В 2015 году — игрок тульского «Арсенала».